# Saionji Kintsune
Saionji Kintsune (西園寺公経?   1171 - 2 de octubre de 1244) fue un cortesano de alta categoría y poeta japonés que vivió en las postrimerías de la era Heian y comienzos de la era Kamakura. Su padre fue Fujiwara no Sanemune y su madre fue la hija de Jimyōin Motoie. Fue el primer miembro de la familia Saionji que usó su apellido en vez de Fujiwara.

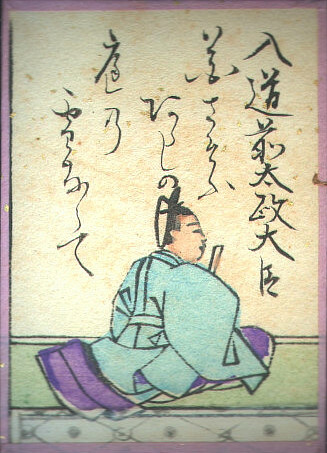
Saionji Kintsune, en el Ogura Hyakunin isshu.

En 1179 recibió el título de Jugoi, fue nombrado chambelán en 1181, promovido a Shōgoi en 1183, nombrado como suboficial en la provincia de Echizen en 1185 y oficial en la provincia de Bizen en 1186. Hacia 1187 fue promovido a Jushii, en 1189 fue suboficial de la provincia de Sanuki, en 1190 ascendió como Shōshii y en 1196 como Kurodonotō. En 1198 fue ascendido como Jusanmi y Sangi, en 1200 como vicegobernador de Echizen, en 1201 ascendió a Shōsanmi, en 1202 como Gonchūnagon y en 1203 fue promovido a Junii. Fue nombrado Chūnagon en 1206, en 1207 alcanzó al grado de Shōnii y de Gondainagon, en 1211 como Tōgū Daibu y en 1218 se convirtió en Dainagon.
Contrajo matrimonio con la hija de Ichijō Yoshiyasu, quien tenía parentesco con el shōgun Minamoto no Yoritomo, por lo que Kintsune se volvió muy allegado al shogunato Kamakura, sin embargo, con el asesinato del tercer shōgun Minamoto no Sanetomo en 1219 quedó un vacío en el poder del shogunato. En 1221, durante la Guerra Jōkyū estuvo del lado del Emperador Go-Toba pero fue destituido como Dainagon y apresado, sin embargo, decidió convertirse en informante del shogunato y dio la victoria de estos sobre el emperador, ganándose la libertad. Luego de la guerra civil fortaleció sus relaciones con el shogunato y se convirtió en Naidaijin en 1221, para convertirse en Daijō Daijin (Canciller del Reino) en 1222, y ser promovido como Juichii en 1223 luego de su renuncia como Daijō Daijin y heredándolo a su hijo adoptivo Kujō Michiie. Posteriormente Kintsune sería asignado como primer jefe del Kantō Mōshitsugi, una nueva institución que mantendría el contacto con la Corte Imperial y el insei con el shogunato. Hacia 1231 abandonaría sus deberes como cortesano y se convertiría en un monje budista tomando el nombre de Kakushō (覚勝?). Falleció en 1244 a la edad de 74 años.
Kintsune fue considerado una persona versátil artísticamente, siendo habilidoso en el manejo de la biwa y la composición de poemas waka. Participó en varios concursos de waka en 1200, 1201, 1202, 1220 y 1232. Diez de sus poemas fueron incluidos en la antología imperial Shin Kokin Wakashū y 30 poemas fueron incluidos en el Shinchokusen Wakashū. Uno de sus poemas está incluido en el Ogura Hyakunin Isshu y es considerado uno de los treinta y seis nuevos inmortales de la poesía.